# Pericallia pasinuntia
Aethalida pasinuntia là một loài bướm đêm thuộc phân họ Arctiinae, họ Erebidae.